# バレーボールギリシャ女子代表
バレーボールギリシャ女子代表（バレーボールギリシャ じょしだいひょう）は、バレーボールの国際大会で編成されるギリシャの女子バレーボールナショナルチームである。

## 歴史
1951年に国際バレーボール連盟へ加盟。1985年欧州選手権に初出場し、2000年代にかけて欧州選手権に4回出場。2002年世界選手権では2次ラウンドへ進出、強豪イタリア、ロシア、キューバと同組で3連敗に終わったものの、初出場ながら10位に入る健闘を見せた。2004年に自国開催のアテネオリンピックに初めて出場すると、12チーム中9位に入った。2010年世界選手権欧州予選は2次ラウンドのグループG 4位で敗退した。
近年までヨーロッパでは唯一、ハイレグのブルマー、ワンピースをユニフォームにしていた。

## 過去の成績

### オリンピックの成績
1964年から2000年まで出場なし
- 2004年 - 9位
- 2008年 - 不参加

### 世界選手権の成績
- 1998年 - 欧州予選敗退
- 2002年 - 10位
- 2006年 - 欧州予選敗退
- 2010年 - 欧州予選敗退

### 欧州選手権の成績
- 1985年 - 12位
- 1991年 - 8位
- 1993年 - 12位
- 2001年 - 12位